# Petr Hapka

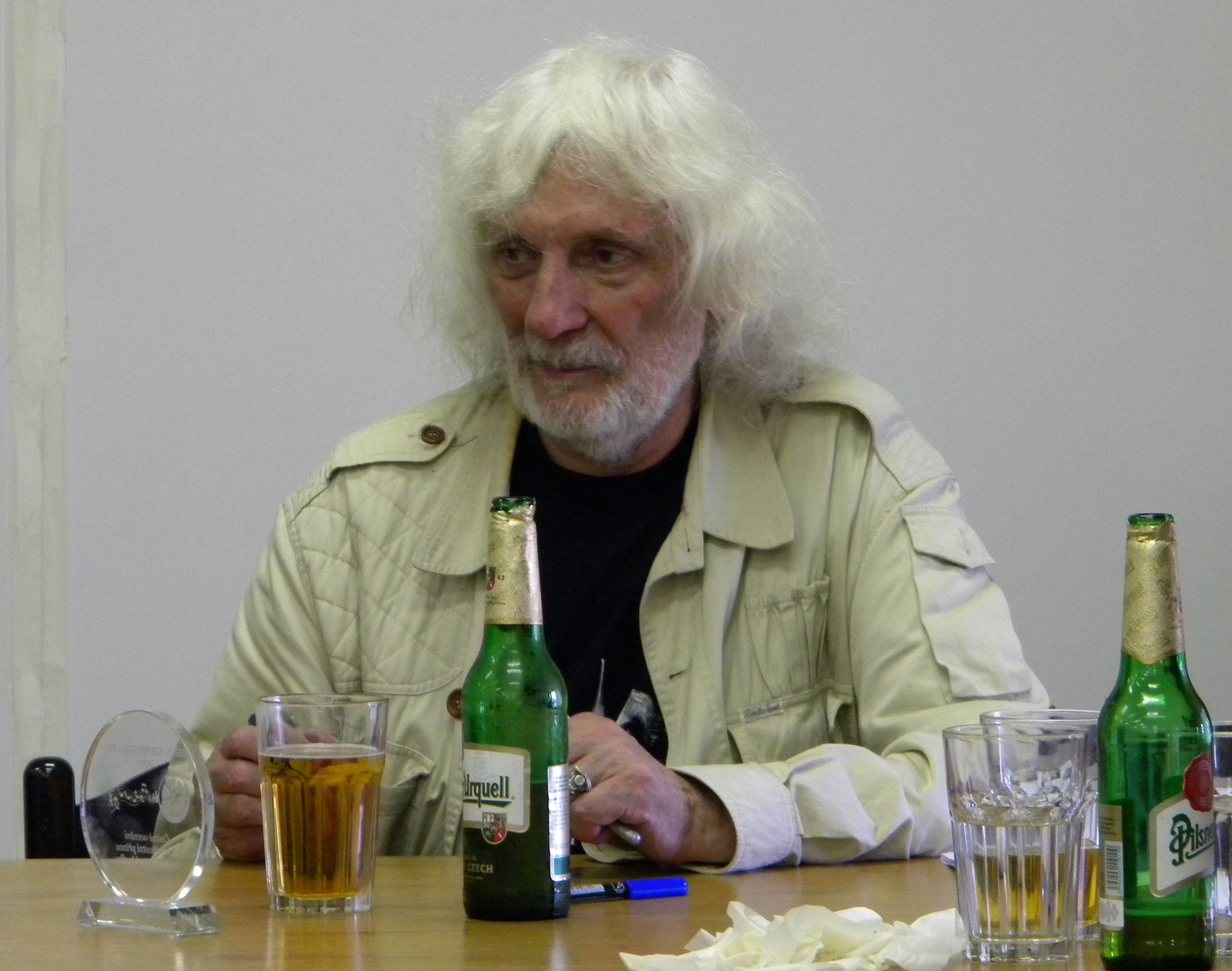
Petr Hapka (2010)

Petr Hapka (* 13. Mai 1944 in Prag; † 25. November 2014 in Okoř, Tschechien) war ein tschechischer Musiker und Komponist.

## Biografie
Petr Hapka studierte am Prager Konservatorium Violine und Gesang und unter der Leitung von Oldřich Nový ebenfalls Schauspielerei. Bereits während seines Studiums musizierte er an unterschiedlichen Theatern und spielte für unterschiedliche Bands. Allerdings konzentrierte er sich auch auf die Komposition für Fernseh- und Filmproduktionen. Seine erste bekannte Filmkomposition war für den 1973 erschienenen und von Otakar Fuka inszenierten Science-Fiction-Film Aktion Bororo. Für seine Kompositionen an den beiden Filmen Hanele und  Fimfárum Jana Wericha wurde Hapka 2000 und 2003 jeweils für den tschechischen Filmpreis, den Böhmischen Löwen, für die Beste Filmmusik nominiert.
Parallel zu seiner Filmarbeit schrieb und komponierte Hapka auch Lieder für tschechische Musiker wie Karel Gott, Hana Hegerová und Lucie Bílá.
Petr Hapka war zweimal verheiratet und wurde Vater von sieben Kindern.

## Diskografie
- 1987: Potměšilý host
- 1988: V penziónu Svět
- 1997: Citová investice
- 2001: Mohlo by tu být i líp
- 2002: Zlatá kolekce
- 2006: Strážce plamene
- 2009: Kudykam

## Filmografie (Auswahl)
- 1973: Aktion Bororo (Akce Bororo)
- 1974: Mädchen aus Porzellan (Holky z porcelánu)
- 1974: Motiv für einen Mord (Motiv pro vraždu)
- 1976: Die Herren Buben (Páni kluci)
- 1977: Ein Tag für meine Liebe (Den pro mou lásku)
- 1977: Eine Hauptrolle für Rosmaryna (Jak se točí Rozmarýny)
- 1977: Rosige Träume (Ružové sny)
- 1978: Das neunte Herz (Deváté srdce)
- 1978: Die Jungfrau und das Ungeheuer (Panna a netvor)
- 1979: Brontosaurus
- 1979: Spröde Beziehungen (Křehké vztahy)
- 1980: Bau’ ein Haus, pflanz’ einen Baum (Postav dom, zasaď strom)
- 1981: Der älteste aller Spatzen (Nejstarší ze vsech vrabců)
- 1981: Der Autovampir (Upír z Feratu)
- 1981: Die Zeugenaussage (Paragraf 224)
- 1981: Bulldoggen und Kirschen (Buldoci a třešně)
- 1981: Rübezahl und die Skiläufer (Krakonoš a lyžníci)
- 1982: Das Mädchen mit der Muschel (Dívka s mušlí)
- 1982: Ferien in der Steinzeit (Mrkáček Čiko)
- 1983: Die tausendjährige Biene (Tisícročná včela)
- 1983: Hilfe, ich bin kein Mörder (Od vraždy jenom krok ke lži)
- 1984: Ein Haus mit tausend Gesichtern (My všichni školou povinní)
- 1985: Frau Holle (Perinbaba)
- 1985: Der Dritte Drache (Treti Sarkan)
- 1987: Was ist das für ein Soldat (Copak je to za vojáka…)
- 1988: Der dritte Vater (Třetí táta)
- 1990–1991: Das Geheimnis der weißen Hirsche (Území bílých králů)
- 1990: Der Reisekamerad (O Janovi a podivuhodném příteli)
- 1990: Die Hängematte (Houpačka)
- 1992: Schneewittchen und das Geheimnis der Zwerge (Sněhurka a sedm trpasliků oder Snehulienka oder Sněhurka)
- 1993: Die sieben Raben (Sedmero krkavců)
- 1994: Des Kaisers neue Kleider (Císařovy nové šaty)
- 1995: Der doppelte Dalmatiner (Artuš, Merlin a Prchlíci)
- 1995: Nikolaus geht durch die Stadt (Městem chodí Mikuláš)
- 1996: Das Zauberbuch (Kouzelný měšec)
- 1999: Hanele
- 2000: Der Bär ist los!
- 2002: Fimfárum Jana Wericha